# ジェット燃料

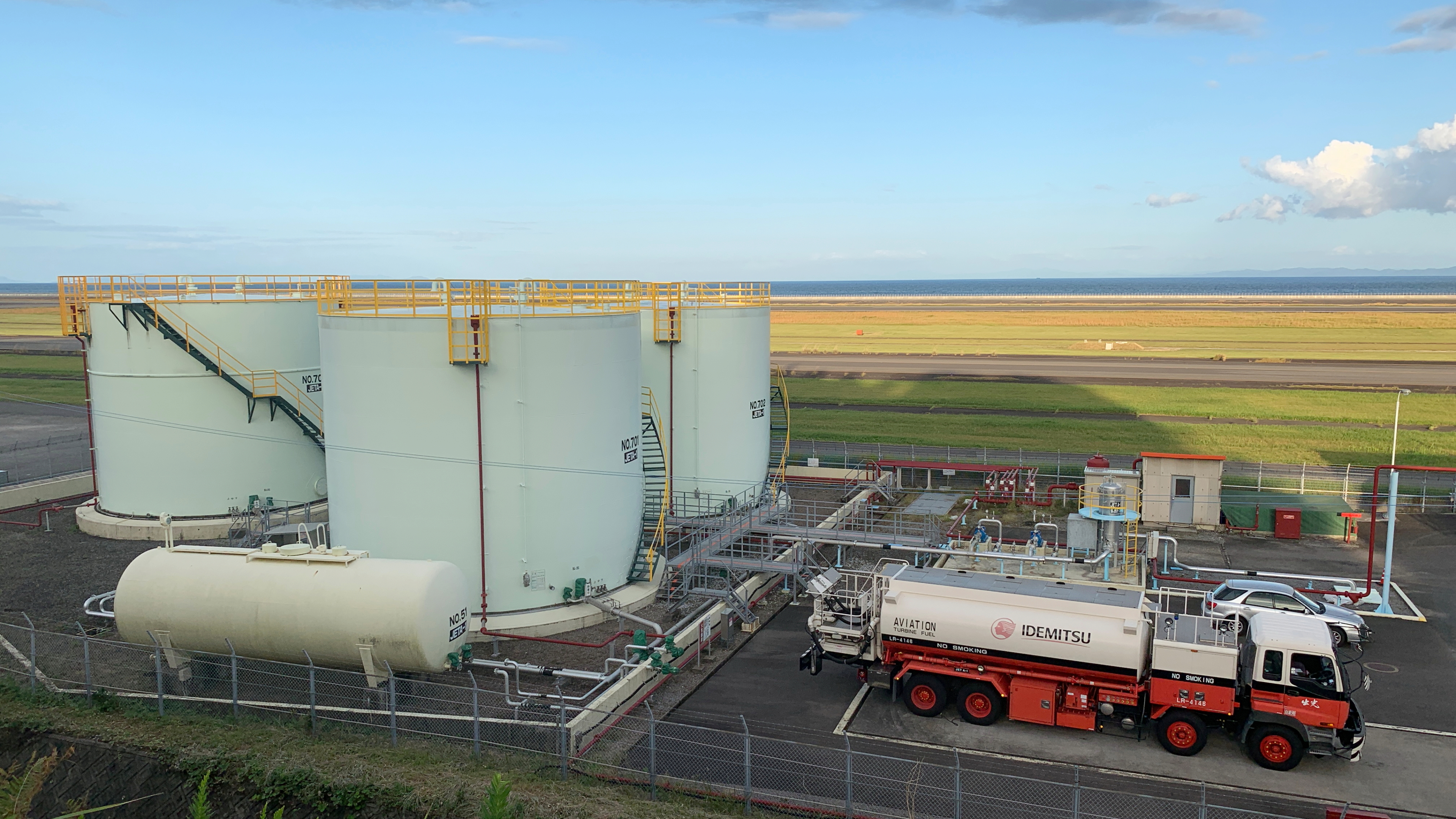
"Jet A-1" 航空燃料備蓄タンクと航空燃料輸送用トラック

ジェット燃料（ジェットねんりょう、英: Jet fuel）は、航空用のジェットエンジンに使用する燃料である。JIS規格においては航空タービン燃料油と呼称する。
ジェット燃料は天然の原油を精製して得られる成分を主体に構成し、市販されている灯油やガソリンに幾分近い性質を備える。原油由来の炭化水素であるパラフィン属やナフテン属が主成分であり、これに芳香族やオレフィン炭化水素が加わり、さらに水、金属成分、硫黄成分などの不純物を除去する。その他に添加剤を加えてジェット燃料を構成する。
| JET A-1                       |                            |
| 引火点                        | 37.8 ℃ (100 °F)            |
| 自己発火温度                  | 210 ℃ (410 °F)             |
| 析出点                        | −50 ℃ (−58 °F)             |
| Open air burning temperatures | 260 – 315 ℃ (500 – 599 °F) |
| Maximum burning temperature   | 980 ℃ (1796 °F)            |
| 密度 at 15 ℃ (60 °F)          | 0.775 – 0.840 kg/L         |

## 概要
ジェット燃料は国連番号1863 (タービンエンジン用航空燃料) 第3分類 引火性液体 包装等級I、II、IIIの危険物に分類されている。
含まれる留分成分により「ケロシン系」と「ワイドカット系」の2つに大別される。原油からの常圧蒸留の過程で得られる留分の内、ケロシン系はほぼ灯油留分から作られるのに対して、ワイドカット系は灯油留分に加えて、さらに比重が軽くガソリンの元ともなる重質ナフサ留分と軽質ナフサ留分が含まれる。
ケロシン系の燃料で一般的なものは JET A-1 (別名: AVTUR、aviation turbine fuel) と軍用規格のJP-8である。市販されている灯油とほぼ同じような主成分を持つが、要求される環境条件や添加剤や不純物に関する規格が民間用の灯油に比べて厳しく、市販のガソリンよりも高価格である。
ワイドカット系の燃料でよく用いられるものは JET B である。これは軍用規格のJP-4と同一である。JET Bは比重が軽く、低温・高空での着火性が良いことが特徴で、極低温地域において使用される。
多くの国で灯油や軽油とは異なる税金が課せられており、日本では給油した航空機の所有者又は使用者が後日申告により航空機燃料税を納付する。
基本的にジェットエンジン（ターボプロップエンジン・ターボシャフトエンジンなども含む）用の燃料であるが、灯油に近い性質を持ち航空用ガソリンより安価であるうえ、現代の実用航空機で主流のジェット燃料を流用するため、それらが使えるように調整された航空用ディーゼルエンジンも存在する。逆に、たとえばアメリカ軍では補給の効率化のため、ガスタービンエンジンやディーゼルエンジンを搭載した車両の燃料としても使用している。

## 添加剤
燃料の性質・性能に向上を図って各種の添加剤 (Additive) が添加されている。添加量は重量当りで1 ppm程度から0.5 %程度までと、いずれも微量である。添加の適否と量は各々の規格で規定されている。
酸化防止剤
アルキル化されたフェノール類の酸化を防止して、ガムの発生を抑止する。AO-30、AO-31 または AO-37。
帯電防止剤
静電気の蓄積を抑えて火花が出るのを防止するために電気伝導度を高めるジノニルナフチルスルホン酸を活性成分とするデュポン社製の STADIS-450 が添加されている。
腐食抑制剤
燃料タンクや配管等の壁面上に皮膜を形成することで、腐食を防止するために添加される。一般では DCI-4A が、軍用では DCI-6A が使用されている。
氷結防止剤
燃料に含まれている微量の水が凍結して配管を塞ぐのを防止するために添加される。
JP-5 用 ジエチレングリコールモノメチルエーテル
JP-4 用 エチレングリコールモノメチルエーテル (商品名: ハイソルブ MC)
殺菌剤
燃料系の内部で細菌などが繁殖しないようにするために添加される。
金属不活性剤
銅と銅化合物を主な対象として、含有する遊離金属成分が他と反応して燃料が不安定とならないように不活性化する。

## 必要な条件
ジェット燃料は以下の条件を備えることが求められる。
発熱量が大きい
単位重量当りの発熱量が大きいと、少ない離陸重量でも必要な距離の飛行が行なえる。単位体積当りの発熱量が大きいと、燃料タンクを拡大せずに航続距離が伸ばせる。ジェット燃料の発熱量は「真発熱量」 (Net heat of combustion) と呼ばれ、18,300 - 18,400 BTU/lb (10,170 - 10,220 kcal/kg) 以上と規定されている。
燃焼性が良い
燃焼性が良いとは、燃焼によって燃料の全てがガス化することが最良であり、燃焼後に炭素粒子である「すす」の発生量が少ないということを意味する。すすが燃焼室やタービンブレード、ノズル部分に付着堆積すると局部的に異常高温状態となることがあり、焼損による故障を招くことがある。
すすの元となる芳香族炭化水素の含有が少ない方が燃焼性が良いため、芳香族炭化水素は体積比での含有率が20 - 25 %以下に制限されている。間接的に芳香族炭化水素の含有割合を判定する方法として「煙点」、「輝度数」、「煙輝指数」などがある。
煙点では石油ランプの火芯からすす煙が出始める最短の立上げ長さで計測し、通常は19 - 25 mmとされる。
適度な揮発性がある
揮発性が低過ぎれば寒冷地での始動時や高高度で飛行中の再着火時に点火に困るが、揮発性が高過ぎれば低空飛行中に燃料配管内で気化ガスによって燃料供給が閉塞する「ベイパーロック」 (Vapor lock) が起きやすくなる。
揮発性の計測には「リード蒸気圧」 (Reid vapor pressure) が用いられワイドカット系では蒸気圧が3.0 psi以下に制限されている。
凍結しにくい
寒冷地での駐機中や高高度飛行中に燃料配管系が冷気に曝された場合に、燃料が凍結したり粘度が過剰に高まると燃料フィルターや配管系内部で詰まるなど、燃料供給が不安定となる。
凍結しにくさの尺度として「析出点」(Freezing point) が用いられる。析出点の測定は、燃料を一旦完全に凍結させてから暖めてゆき、炭化水素の氷結晶が完全に無くなる温度を測る。ジェット燃料の析出点は-40から-58 ℃以下である。
ケロシン系はワイドカット系に比べて析出点が高いので問題となりやすい。
腐食性がない
燃料中の水分、酸素、硫黄化合物が燃料供給系やエンジン内部を腐蝕や磨耗させる原因となる。特に硫黄は金属に対して強い腐蝕作用を起こすため、全硫黄分は重量比で0.3 - 0.4 %以下に、チオールは0.001 - 0.003 %以下に制限される。
引火点と発火点が適度に低い
「引火点」とは燃料を加熱してゆき、その蒸気に規定の大きさの火が引火する時の温度である。「発火点」とは自然自己発火点とも呼ばれ、火がない環境で燃料を加熱してゆき、その蒸気が自ら発火する時の温度である。両者は共に高い方が事故発生時などでは安全性が高いといえるが、過度に高すぎればエンジン内部での正常な燃焼に支障が出るため、これらは適度に低いことが求められる。
ワイドカット系は引火点が低いが発火点が高く、ケロシン系は引火点が高いが発火点が低い。
電気伝導度が高い
燃料が高速で燃料配管系内部を流れる時に配管内壁との摩擦によって静電気が生じる。電気伝導度が高ければこの蓄積は最小で済むが、蓄積が大きくなれば静電気の放電による火花が火災を誘発する危険が高まる。
電気伝導度を高める静電気防止剤を燃料中に添加することがある。
化学安定性が高い
燃料中にオレフィン炭化水素 (不飽和炭化水素) が多量に含まれると、これらが時間とともに変化してゆきガム状の塊が生じる事がある。石油精製過程で既に生じているガムは「実在ガム」、燃料貯蔵中に新たに生じるガムは「潜在ガム」と呼ばれ、燃料中のオレフィン炭化水素の割合は体積比で5 %以下に制限されている。
熱安定性が高い
燃料が何らかの理由で高温加熱されると内部に各種の分解生成物が生じる。一般にオレフィン属炭化水素が多いほど分解生成物が多く生じるため、これらの含有割合が制限される理由の1つとなっている。

## 各種ジェット燃料

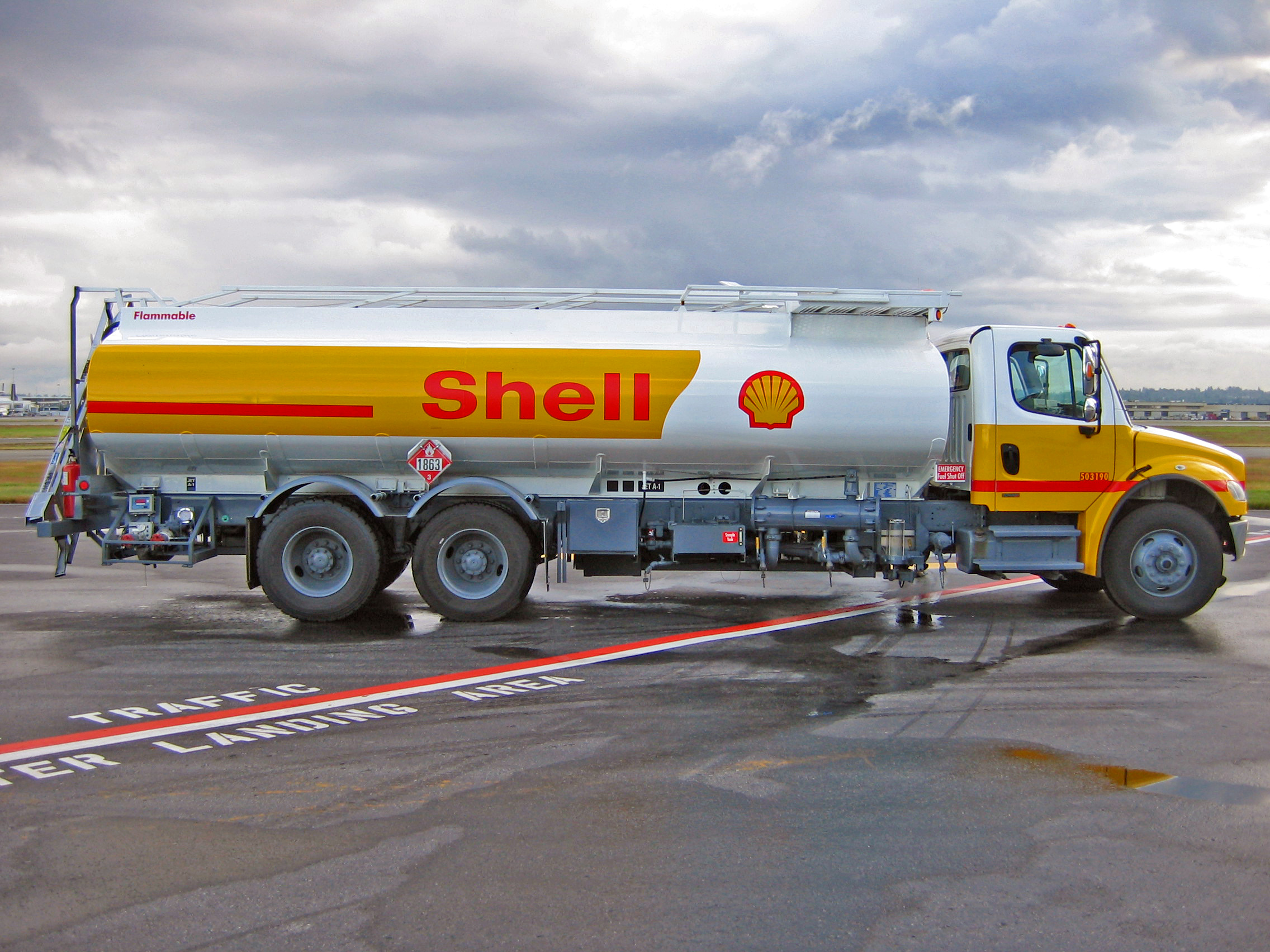
バンクーバー国際空港のランプの上のシェル Jet A-1 燃料補給トラック (国連番号1863のプラカードと "JET A-1" ステッカーがタンクフレーム部に掲示されている（識別符丁は黒地に白帯2本）)

### 民間規格
Jet A、Jet A-1、Jet Bの規格は米国のASTM(American society for testing materials)のD-1655規格で規定されている。日本での規格もこれをそのまま準拠した日本産業規格のJIS K 2209によって1号(Jet A-1)、2号(Jet A)、3号(Jet B)が規定されている。
Jet A
Jet Aは1950年代から米国の標準的なケロシン系のジェット燃料種別であった。析出点が−40 ℃であることを除けばA-1とほぼ同じ性質である。現在ではアメリカでのみ入手できる。
Jet A-1
Jet A-1は析出点が−47 ℃の世界的に標準的なケロシン系のジェット燃料である。もともとは英国の規格である。NATOコードF-35を持つ。
比重: 0.7753 - 0.8398 (60 °F)、真発熱量: 18,400 BTU/lb、全硫黄分: 0.3重量%、煙点: 最小25 mm
Jet B
Jet Bは灯油30％、ガソリン70％から成るワイドカット系のジェット燃料種別である。析出点が-60℃と耐寒性能が優れる反面、引火点も低く取り扱いが難しいことから、現在では一部の軍用機とカナダ、アラスカなどの寒冷地で厳冬期に使用されるのみである。
比重: 0.7507 - 0.8017 (60 °F)、真発熱量: 18,400 BTU/lb、全硫黄分: 0.3重量%、煙点: 最小25 mm

### 軍用規格

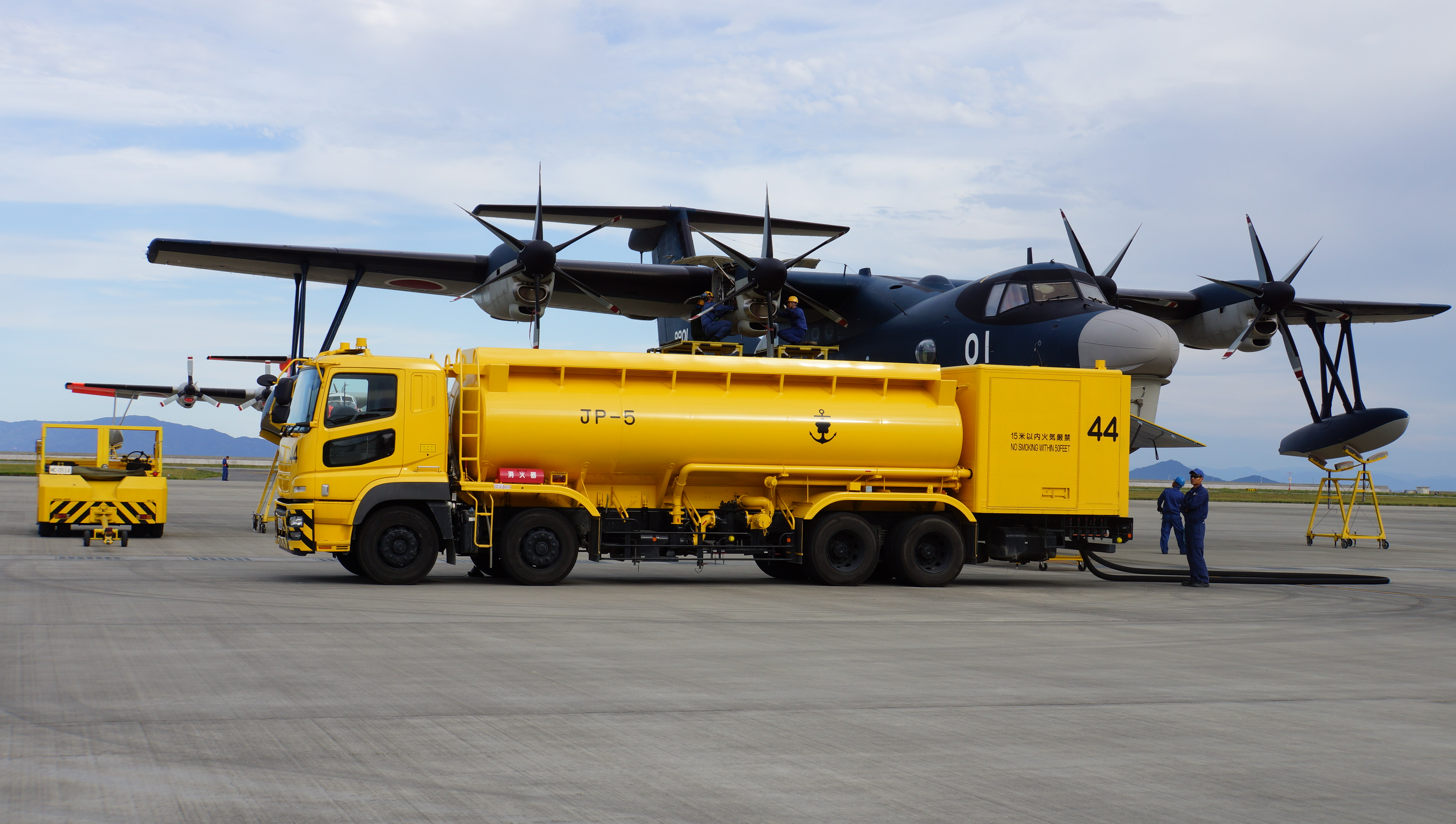
海上自衛隊のUS-2にJP-5燃料を補給する20000L燃料給油車

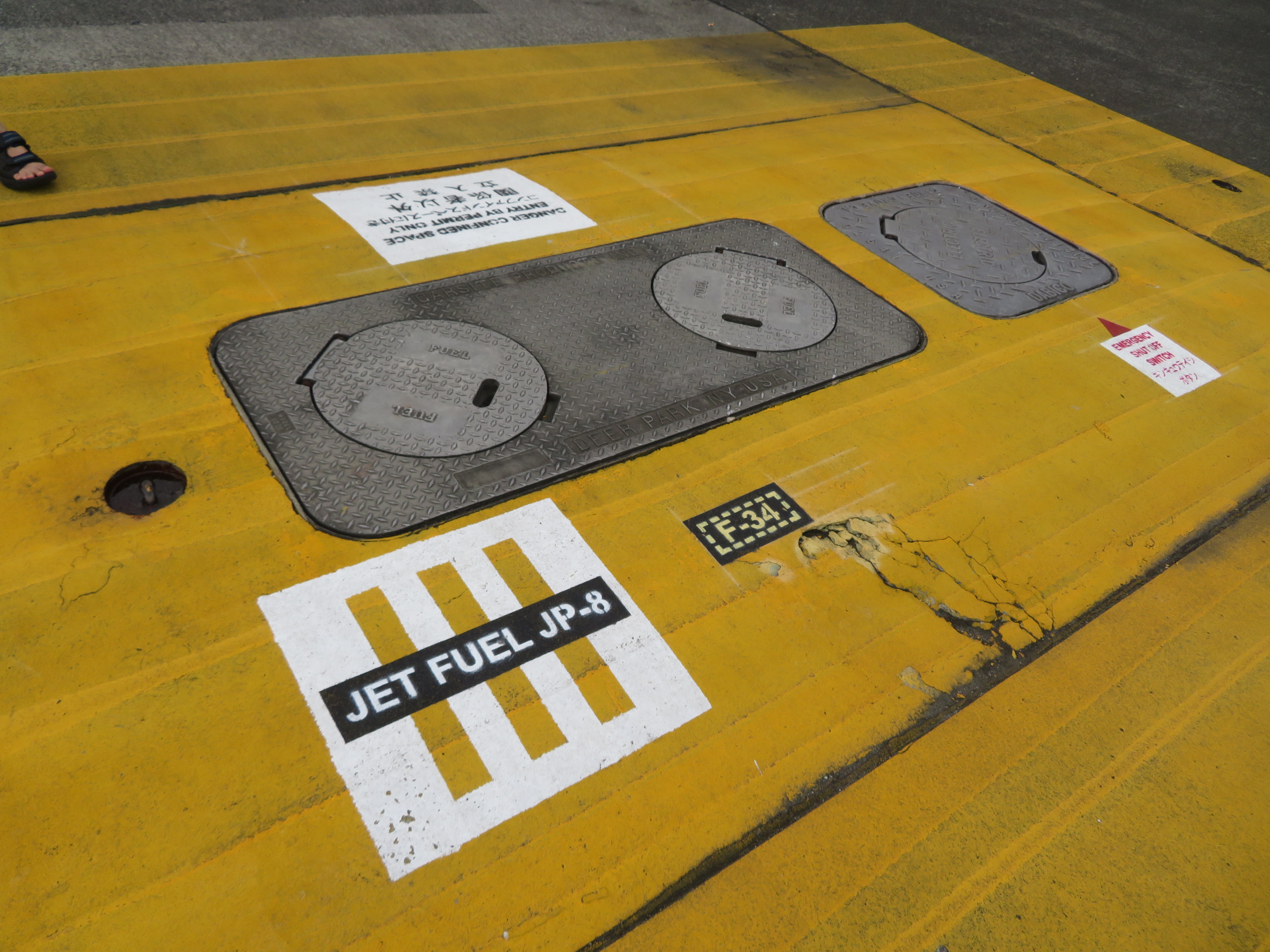
米軍横田基地のJP-8ジェット燃料給油口

軍用規格としては、アメリカ軍のMIL-5624で規定された、JPで始まる工業規格名のものが一般的である。

#### JP-1
1944年に制定された米軍の灯油系ジェット燃料である。英国のジェット燃料をもとに開発されたが析出点は-40°Fから-67 °F、引火点は100°Fから110 °Fと要件はより厳しく設定されたが、原油から精製できるのはわずか3％という入手性が問題となった。現在は使用されていない。

#### JP-2
JP-1同様第2次世界大戦中に制定された米軍のジェット燃料である。JP-1より高い析出点に緩和することで製造を容易にすることを目的とした実験燃料。

#### JP-3
JP-1よりもカット（蒸留温度の範囲）を広げ、不純物の許容度を緩めることで供給の安定を図ることを目的とした。化学者でありロケット燃料の専門家でもあるジョン・D・クラークは「ケンタッキーのムーンシャイナー（密造酒業者）の蒸留器でも原油の半分をジェット燃料にできる（くらいガバガバな規格）」と評した。リード蒸気圧が35kPaから50kPaと（夏用のガソリンで60kPa）揮発が大きく、飛行中の揮発で航続距離が減少するほどであった。

#### JP-4
1951年に制定された灯油とガソリンを1：1でブレンドしたワイドカット系のジェット燃料である。JP-3の揮発の問題を解決するために開発されたもので、リード蒸気圧はJP-3の半分程度にまで改善されている。日本の消防法上では第4類危険物、第1石油類に分類される。1951 - 1995年の主要な米空軍のジェット機用燃料として使用されたほか、JP-5（後述）が開発されるまでは海軍でも使用された。陸上、航空及び海上の各自衛隊の一部では現在も使用されているが、21世紀の現在となっては世界的な生産量としては極小となる。
比重: 0.751 - 0.802 (60 °F)、真発熱量: 18,400 BTU/lb、全硫黄分: 0.40 重量%、煙点: 最小20 mm
MIL規格: MIL-J-5624E、NATOコードF-40。

#### JP-5
アメリカで開発されたケロシン系のジェット燃料で、航空母艦や軍艦での安全な保管のために引火点が140°F（60℃）にまで高められているほか、常温でのリード蒸気圧はゼロである。日本の消防法上では第4類危険物、第2石油類に分類される。米海軍、米海兵隊のほか、海上自衛隊を含む西側同盟国の海軍で陸上機や艦載ヘリコプターの燃料として使われている。
比重: 0.788-0.845 (60 °F)、真発熱量: 18,300 BTU/lb、全硫黄分: 0.40 重量%、煙点: 最小20 mm
MIL規格:MIL-PRF-5624S、NATOコードF-44。

#### JP-6
XB-70超音速重爆撃機が装備したゼネラル・エレクトリックYJ93エンジン専用燃料。JP-5よりも凝固点が低く、熱酸化安定性が向上している。MIL規格:MIL-J-25656が与えられていたがXB-70計画のキャンセルにともない規格も破棄された。さらにZIP燃料を添加剤として加えることも計画されていたが、毒性などの問題により中止された。

#### JP-7
SR-71高高度偵察機専用燃料。X-51にも利用されている。

#### JP-8
2008年現在の米陸・空軍統合ジェット燃料。民間規格のJet Aとほぼ同一である。

#### JPTS
U-2高高度偵察機専用燃料
超高高度用として非常に高い安定性を持っている。この燃料は年間 1,000万ドルの維持費をかけてアメリカ合衆国の2か所の精油所でのみ生産されており、1ガロン当たりの値段はJP-8の3倍以上と言われている。JP-8に耐寒性能を高める添加剤を加えたバリエーションであるJP-8 ＋100LTが、低コストな代替品となっている。

## 計量単位
ジェット燃料の単位はガロン、リットルといった体積ではなくポンド、キログラムという重量で量られる。これは外気温の影響によって燃料の体積が変化するため、アラスカとハワイのように気温差が60度以上になるような状況では体積で計算すると10 %近くも違ってしまうためである。
航空機の単位は長年、米国基準の重量ポンドで計算されてきたが、近年ではメートル法への切り替えが進んでいる。
日本の民間機および米軍では未だに重量ポンド方式で運用されている。
業者ではドラム缶単位で販売される。